# Один пропущений дзвінок (фільм)
«Один пропущений дзвінок» — кінофільм режисера Такасі Міїке, який вийшов на екрани в 2003 році.

## Зміст
У вас дзвонить мобільний телефон. Але замість звичного сигналу — дивна незнайома мелодія. Ви не встигаєте відповісти. На дисплеї напис — «1 пропущений дзвінок». Номер що дзвонив — ваш власний. Час дзвінка здається дуже дивним — він зрушений у майбутнє від сьогоднішньої дати рівно на три дні. На автовідповідачі одне повідомлення. Це ваш власний голос, нічого не значущі слова, якісь сторонні звуки і раптом — передсмертний крик, від якого холоне душа. Це здається чиїмось дурним жартом, але жити вам залишилося рівно три дні.

## Ролі
| Актор          | Роль |
| -------------- | ---- |
| Ко Шібасакі    | -    |
| Сін'їті Цуцумі | -    |
| Кадзуе Фукіїсі | -    |
| Анна Нагата    | -    |
| Ацусі Іда      | -    |
| Маріко Тсутсуї | -    |
| Куміко Імаі    | -    |
| Кейко Томіта   | -    |
| Кайоко Фудзій  | -    |
| Йошіко Нода    | -    |

## Знімальна група
- Режисер — Такасі Міїке
- Сценарист — Мінако Дайра, Ясусі Акімото
- Продюсер — Йоїчі Арісіге, Фуміо Іное, Наокі Сато
- Композитор — Кодзі Ендо